# کسیدی ولف
کسیدی ماری ولف (به انگلیسی:Cassidy Marie Wolf) (زاده ۵ ژوئیه ۱۹۹۴) مجری تلویزیونی، مدل و ملکه زیبایی اهل آمریکا است. او به نمایندگی از کالیفرنیا برنده ملکه زیبایی نوجوان ایالات متحده آمریکا ۲۰۱۳ شد.

## رقابت‌های دختر نوجوان شایسته
در حین حضور در دبیرستان «گریت اوک» در تموکولا، او تاج دختر نوجوان شایستهٔ سن دیگو آمریکا را به‌دست آورد. کسیدی تاج دختر نوجوان شایستهٔ کالیفرنیای آمریکا را در ۲۰۱۳ نیز به‌دست آورد و سپس در همان سال و در ۱۰ اوت ۲۰۱۳ در باهاما، برندهٔ رقابت‌های دختر نوجوان شایستهٔ ۲۰۱۳ آمریکا شد. او سی و یکمین دختر نوجوان شایستهٔ آمریکاست. او در رقابت‌های دختر نوجوان شایستهٔ کالیفرنیا در سال ۲۰۱۲، توانست رتبهٔ دوم را به خود اختصاص دهد.

## قربانی سوء استفاده جنسی
کسیدی یک قربانی سوء استفاده جنسی بود! بعد از این که تصاویری از او هک شده بود، تلاش شد از او باجگیری شود. او به مجلهٔ تودی گفته بود نمی‌دانست کسی از طریق وبکم در حال تماشای اوست، زیرا چراغ وبکم هیچگاه روشن نشد.
بعد از اینکه کسیدی به سازمان فدرال گزارش داد که هکر ایمیل تهدید آمیزی برایش ارسال کرده مبنی بر اینکه او باید «ویدئویی جنسی برای هکر ارسال کند»، سازمان فدرال کاوشگری را فعال کرد. او به همکلاسی سابق خود یعنی جرارد جیمز آبراهام مشکوک بود. کسیدی هیچ‌وقت ویدئوی خواسته شده توسط هکر را نساخت و در ۲۶ سپتامبر ۲۰۱۳، آبراهام در اورنج کانتری، به مأموران فدرال تحویل داده شد.
در نوامبر ۲۰۱۳، آبراهام به جرایمش مبنی بر هک کردن ۱۰۰ الی ۱۵۰ زن در عرض دو سال، به وسیلهٔ نصب ویروس بسیار تهاجمی کامپیوتری بر روی سیستم آنها برای به‌دست آوردن تصاویر و فیلم‌های برهنه از آنها اعتراف کرد. یکی از قربانیانش دختری بوده که تنها ۱۴ سال داشته است. دپارتمان عدالت آمریکا می‌گوید: آبراهام زنی را که از قبل می‌شناسد یا فیس بوکش را از قبل هک کرده است مورد هدف قرار می‌دهد و اکانت‌های فیس شبکه‌های اجتماعی و کامپیوتر شخصی قربانی را به دست می‌گیرد و منتظر برهنه شدن قربانی می‌نشیند و از او عکس می‌گیرد. آبراهام معمولاً در قبال تصاویر، از قربانی به عنوان باج، پول می‌خواهد. اما در مورد دختر نوجوان شایسته یعنی کسیدی، مایل نبود تصاویر را در قبال پول حذف کند. او از کسیدی درخواست ویدئوی جنسی کرد. سازمان اسناد ملل متحد می‌گوید:
در بعضی موارد، قربانی نمی‌تواند اعتبار مخدوش شده را بازیابی کند و می‌پندارد غیرممکن است. برای بعضی قربانیان این اخاذی‌ها به قیمت تغییر زندگی آنها برای همیشه است.
در ۱۸ مارس ۲۰۱۴ آبراهام محکوم به ۱۸ ماه زندان فدرال شد.

## دستاوردها
کسیدی یک فینالیست نیمه نهایی در لس آنجلس موزیک سنتر بود که جوایز ویژه‌ای برد و یک جایزهٔ شایستگی در بنیاد ملی هنرهای جوان برنده شد. همچنین به او چندین
کمک هزینه برای استعدادش از طرف جافری بالت در نیویورک اعطا گردید و از او دعوت شد که به عنوان بخشی از برنامهٔ کارآموزی حرفه‌ای جاز باشد.